# Wayang kulit
Wayang kulit o títeres javaneses es un teatro de sombras protagonizado por títeres de varillas y de sombra, tradicional de Indonesia y Malasia. La Unesco lo declaró Patrimonio Oral e Intangible de la Humanidad el 7 de noviembre de 2003.
El término wayang significa ‘teatro’ y kulit significa ‘cuero’ en indonesio y malayo. Este término javanés se puede interpretar también como ‘sombra’ o ‘imaginación’, y tiene además la connotación de ‘espíritu’. Las representaciones del wayang kulit se acompañan tradicionalmente con un gamelán en Java y por un conjunto musical similar de estilo teatral en Bali.

## Historia

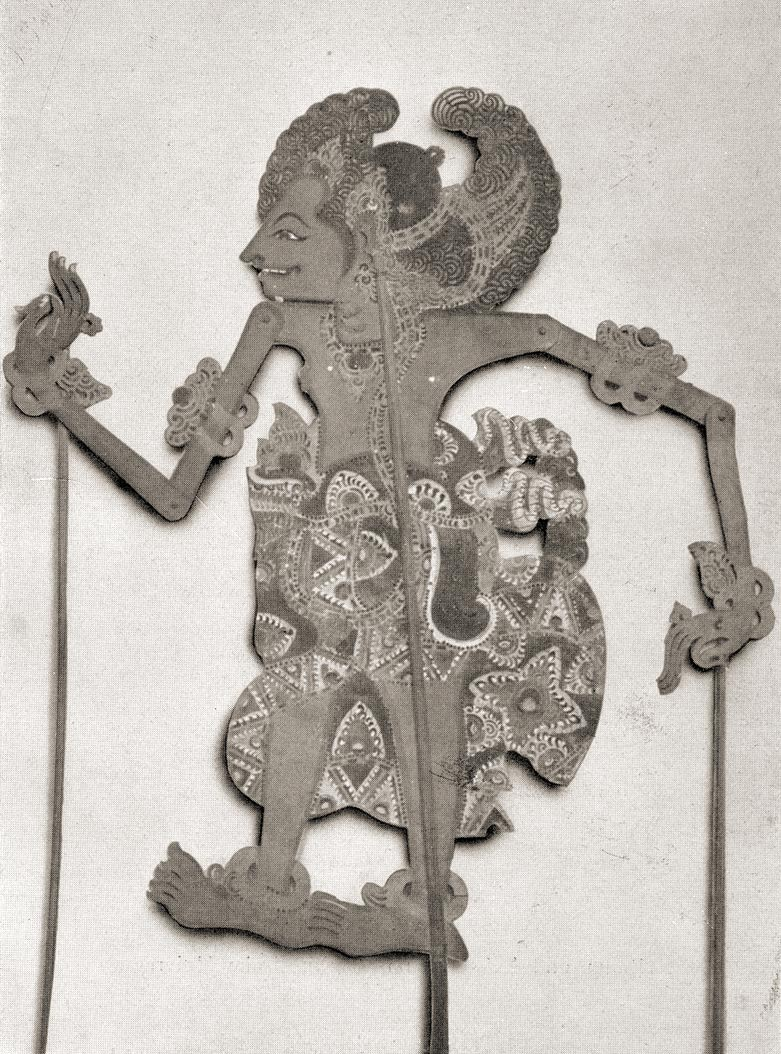
Marioneta de sombras (Bali, principios del).

Wayang es un término genérico que refiere al teatro tradicional en Indonesia. No existe evidencia de que se practicara antes de la llegada del hinduismo al Sudeste asiático, en algún momento del siglo I, pero sin duda reconoce raíces en la rica tradición oral de cuentos de la región. El primer registro de una representación data del año 930, en una inscripción que reza «si Galigi mawayang» (‘Galigi interpretó wayang’). De aquella época a nuestros días se han conservado por tradición oral varios detalles históricos. Galigi parece haber sido un actor itinerante invitado a una representación frente al rey. Se narra que en aquella ocasión interpretó una historia del Majábharata sobre el héroe Bhim.
La llegada del hinduismo significó una lenta adecuación de la cultura nativa: el sánscrito se convirtió en el lenguaje literario y cortesano de Java, y posteriormente de Bali. Se modificaron los libretos y temas representados para difundir la religión, tomando historias del Majábharata o del Ramaiana. Las historias tradicionales nativas se continuaron representando por mucho tiempo en lugares aislados o de influencia tradicionalista, como el occidente de Sumatra, áreas de Java y muchas pequeñas islas del archipiélago. En general la fuerza del hinduismo prevaleció, y las leyendas nativas cayeron en el olvido o fueron absorbidas en las representaciones hindúes.
Las figuras de las marionetas se encuentran presentes en las pinturas de aquella época, por ejemplo los murales en el cielorraso del salón de la corte de Klungkung en Bali, donde todavía se utilizan en la pintura tradicional.
Cuando el Islam comenzó a difundirse por Indonesia se prohibió paulatinamente la representación artística de deidades o dioses. Se cree que la transición de marionetas figurativas (wayang golek») a simples siluetas para generar sombras (wayang purwa») fue una adaptación del arte a las condiciones impuestas por la nueva cultura.

## Representación

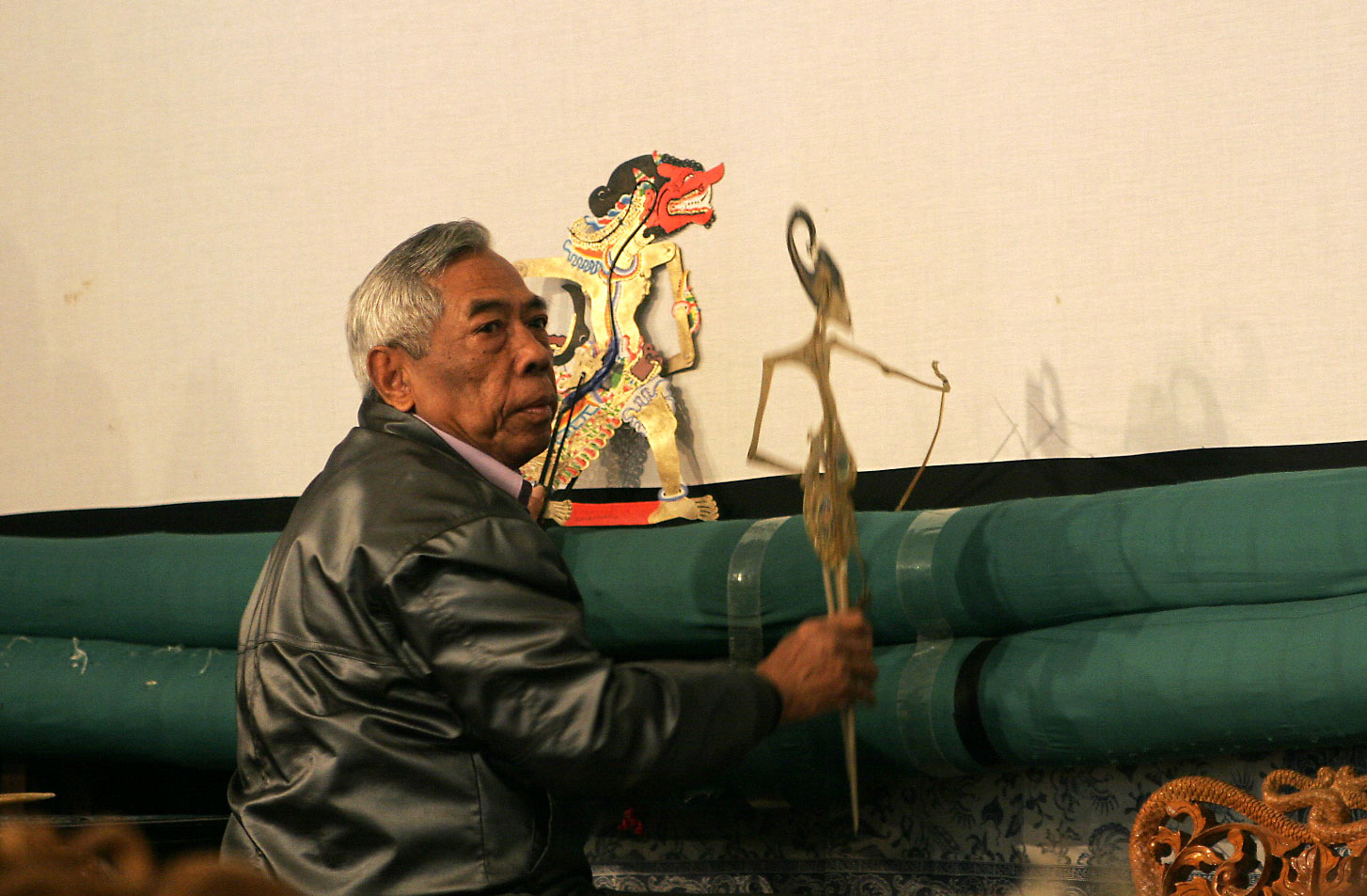
Dalang interpretando con sus wayangs.

Las marionetas tienen brazos móviles, y suelen construirse en cuero. El intérprete, que recibe el nombre de dalang se encarga de manejarlas, ponerles voz y dirigir al grupo musical.
La representación se efectúa actuando las marionetas entre una fuente lumínica y una cortina o telón sobre el que se proyectan las sombras, que es lo que en definitiva puede observar el auditorio.
El wayang no es un espectáculo en el sentido occidental, sino más bien un ritual: existe la creencia de que los asistentes a un wayang «están libres del mal» aunque se encuentren tan lejos del dalang que no alcancen a escuchar su voz
Dado que las representaciones suelen durar muchas horas, extendiéndose por lo general toda una noche, resulta significativo que la audiencia no se siente obligada a permanecer silenciosa y atenta, sino que actúa como en una reunión social, incluyendo el consumo de refrigerios. Existen momentos que atraen la atención general, como cuando aparece el héroe de la historia, o se desarrollan luchas entre los personajes.
Las representaciones se desarrollaban tradicionalmente no sólo en la corte del rey o los palacios de la nobleza, sino junto a los templos, en casas de familia, en plazas e incluso en teatros.
Frente al dalang, paralelo a la pantalla, se ubican dos troncos de banano, uno pequeño y otro grande, donde se fijan las marionetas mientras no se utilizan. Las que representan a «los héroes» se ubican a la derecha, y los «malvados» a la izquierda. Cerca del dalang se ubica además un incensario (padupan») que se enciende al inicio de la función, y un recipiente (sajen») con ofrendas a los espíritus que pueden consistir en alimentos o flores.

### Personajes o caracteres principales
Las marionetas caracterizan en su construcción, y luego en el rol que les hace jugar el dalang, diferentes personajes, que suelen clasificarse en siete tipos:
- Halus (refinados).
- Gagah (vigorosos).
- Gusen (toscos).
- Putri (mujeres).
- Danawa (ogros).
- Wanara (simios).
- Dhagelan (payasos).

Además existen marionetas que personifican al árbol de la vida (kayon), animales diversos y objetos como espadas, flechas, dagas, cartas, entre otros.
Entre los distintos tipos difiere no sólo la forma, sino también el tamaño: así los danawa suelen ser las marionetas de mayor tamaño y las putri las más pequeñas.

## Otros estilos de wayang
Dependiendo de la región y el momento histórico, se pueden identificar otras formas de teatro tradicional relacionadas, que varían en la forma de representación o en el tipo de marionetas utilizadas.

### Wayang golek

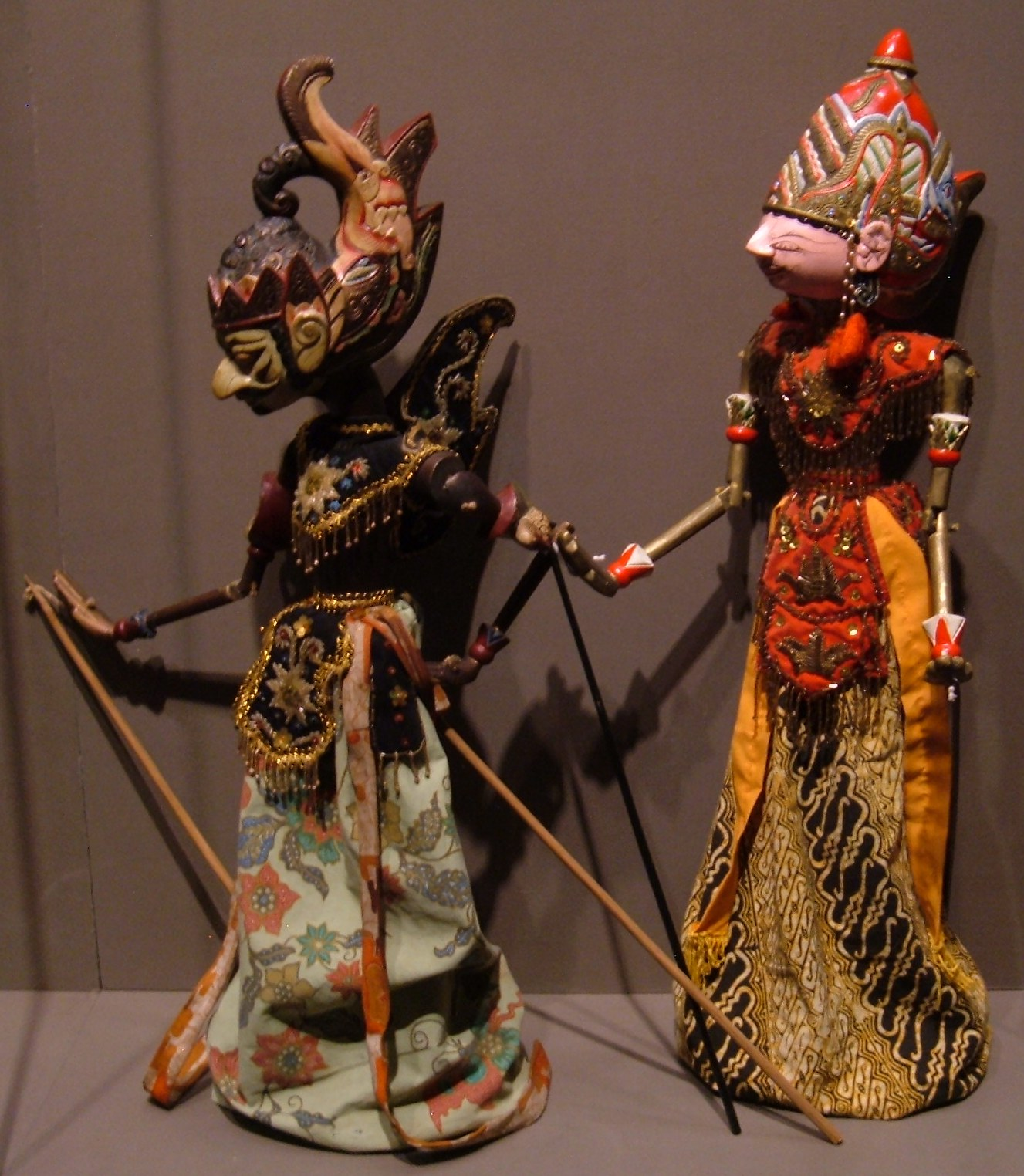
Par de wayang golek de Java occidental.

En el Wayang golek se emplean muñecos tridimensionales construidos en madera que se operan desde abajo mediante cañas o varillas, y se muestran directamente al público sin telón, por lo que el estilo no constituye un teatro de sombras. Presentan en general dos varillas que conectan con las manos, más otra central unida a la cabeza. No hay certeza sobre el origen de este tipo de marionetas, pero los estudiosos especulan con que fueron traídas de China en algún momento del siglo XVII.
El estilo se desarrolló predominantemente en la costa norte de Java, hogar de los reinos musulmanes más antiguos, y su popularidad creció relatando la historia de Amir Hamza, tío de Mahoma. Estas historias se representan todavía en Tegal, Kabumen y Jepara con el nombre de wayang golek menak.

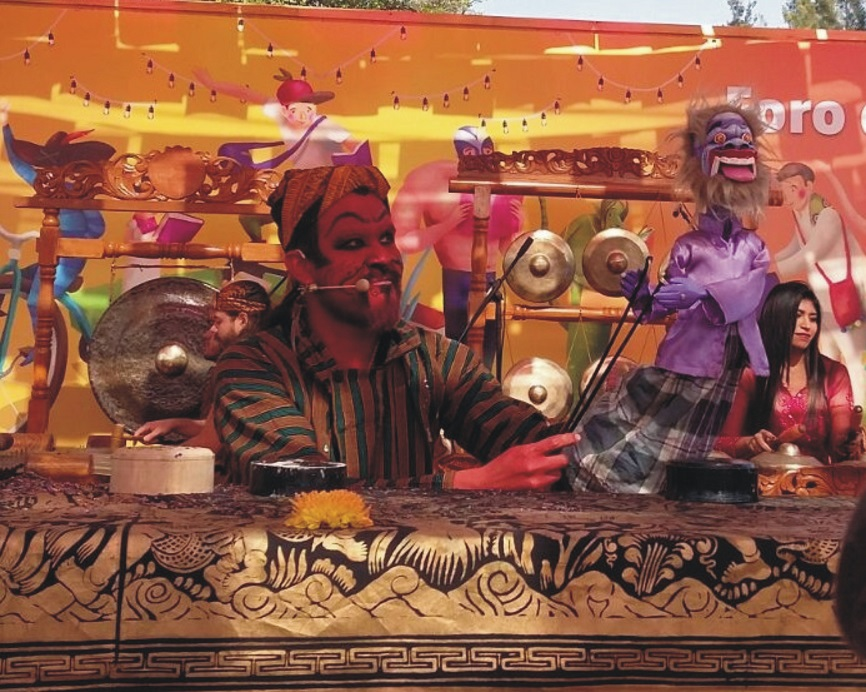
wayang golek grupo Indra Swara México

Durante el siglo XVIII el estilo se trasladó a las montañas de Java occidental, donde se utilizó para narrar leyendas del Ramaiana y el Majábarata, tradición denominada wayang golek purwa, que puede hallarse en Bandung, Bogor y Jakarta.Esta es la forma más popular en la época contemporánea, destacándose familias de dalangs como los Sunarya, que han transmitido el arte de generación en generación.

### Wayang klitik

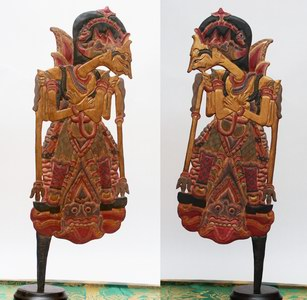
Marionetas Wayang klitik de Batara Guru.

Las marionetas wayang klitik ocupan un puesto intermedio entre 'wayang golek y wayang kulit. Se construyen y operan en forma similar a las del wayang kulit pero en madera en lugar de cuero, y se utilizan como teatro de sombras, proyectando sus formas sobre un telón.
Durante las escenas de batalla las marionetas sufren a menudo daños considerables, lo que aumenta la diversión del público, pero en un país en el que hasta 1970 no se disponía de pegamentos adecuados, la rotura significaba por lo general el reemplazo de la marioneta por una totalmente nueva. Esta dificultad ocasionó que muchas marionetas se construyeran con los brazos de cuero, para evitar la fragilidad de la madera en las partes que recibían la mayoría de los golpes.
El término klitik es propiamente una onomatopeya de klitik-klitik, el sonido que producen las marionetas al chocar entre sí en las luchas.
El estilo proviene de Java oriental, y las historias que se representan se basan en leyendas de los reinos de Jenggala, Kediri y Majapahit. De los primeros surgen las historias de Raden Panji y Cindelaras, que narra las aventuras de un par de jóvenes aldeanos con sus gallos de riña.

### Wayang beber
Consistía en figuras pintadas sobre rollos que el dalang desenvolvía en forma sucesiva mientras narraba las historias. El estilo tenía fuertes similitudes con las baladas ilustradas que eran comunes en las ferias anuales de la Europa medieval. El estilo ha caído en el olvido y sólo se conserva el testimonio de algunos de los rollos utilizados en varios museos.
Viajeros chinos que visitaron Java durante el siglo XV describieron un estilo de representación mediante pinturas que se desenrollaban al avanzar la narración, logrando hacer reír o llorar a la audiencia.

### Wayangs con actores humanos

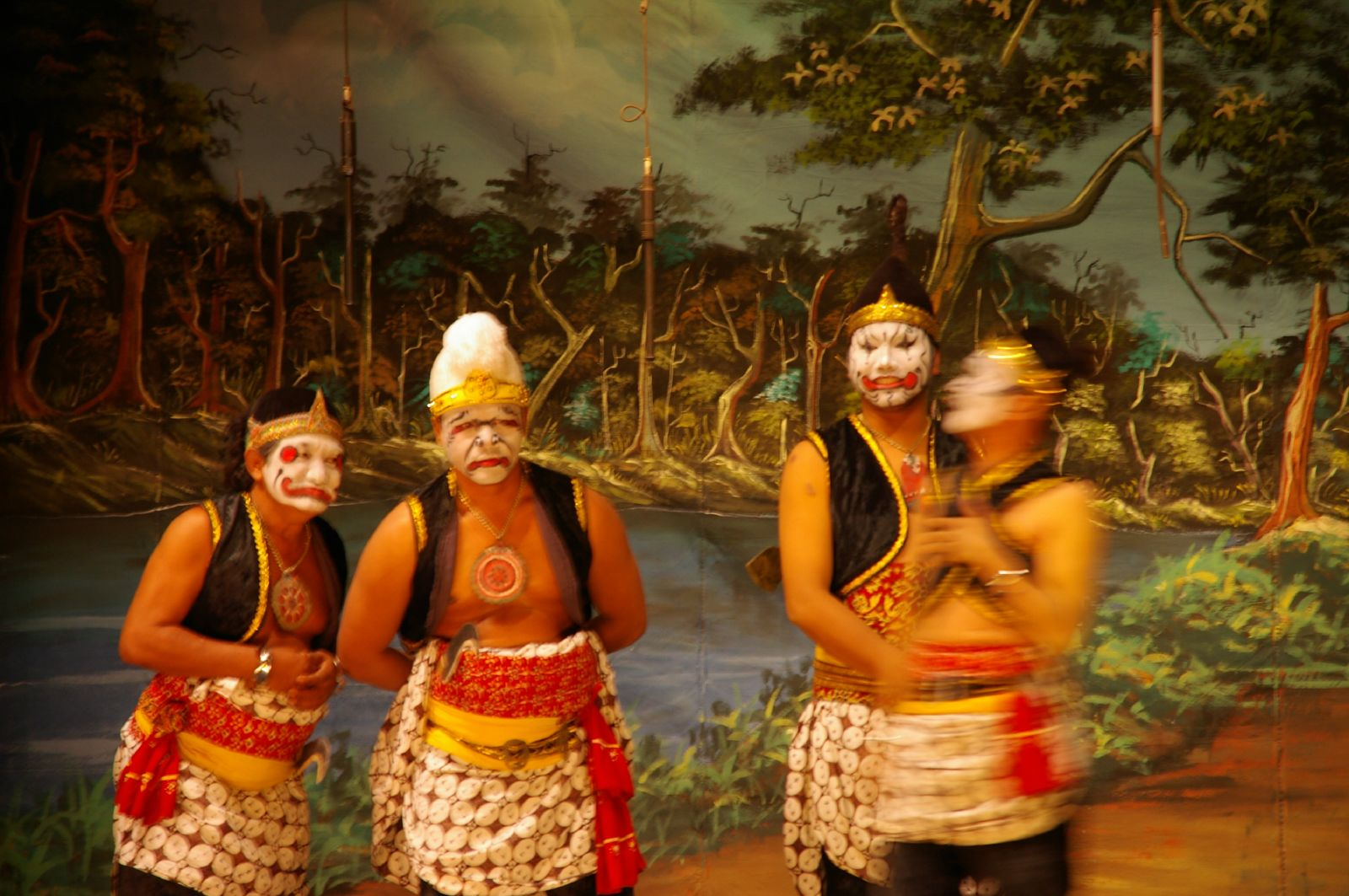
Una actuación de wayang wong.

Existen así mismo formas de wayang tradicionales donde en lugar de marionetas, los personajes son interpretados por actores. Por ejemplo el Wayang wong es un tipo de teatro con temas del reino de Jenggala, en el que los actores usan máscaras conocidas como wayang topeng o wayang gedog. La palabra «gedog» proviene de «kedok» que, al igual que «topeng» significa «máscara».
El tema que se representa es la historia de amor de Raden Panji y Chandra, príncipes de los reinos de Jenggala y Kediri, respectivamente. Chandra era la reencarnación de Dewi Ratih (la diosa del amor) y Panji de Kama Yaia (el dios del amor). La historia se titula Smara dajana (fuego del amor, o fuego del recuerdo). Al final de la complicada trama la pareja puede finalmente contraer matrimonio y esperar un hijo, llamado Raya Putra. Panji Asmarabangun gobernó Janggala bajo los títulos oficiales de Sri Kameswara, Prabu Suryowiseso, y Hino Kertapati.
En sus orígenes, el wayang wong constituyó un entretenimiento de la aristocracia en cuatro palacios de Yogyakarta y Surakarta. Con el transcurso del tiempo se difundió y comenzó a popularizarse.
El estilo tiene patrones fijos de vestimenta y actuación: para los actores masculinos los cuadros tradicionales son:
- Alus, de movimientos suaves, lentos y elegantes.
- Gagah:
  - Kambeng: una danza más atlética, usada por los personajes de Bhima, Antareja, y Ghatotkacha.
  - Bapang: gagah y kasar para los guerreros Kauravas.
  - Kalang kinantang: cae a menudo entre alus y gagah, es una danza ejecutada por danzarines delgados y altos en los roles de Kresno o Suteja.
- Kasar: un estilo tosco para presentar a ogros y demonios.
- Gecul: ponokawan y cantrik.
  - Kambeng dengklik: para los guerreros simios, y para Jánuman.
  - Kalang kinantang dengklik: interpretada también por guerreros simios como Sugriva y Subali.

Para las actrices:
Nobleza Kshatriya. la vestimenta y accesorios distingue a reinas, simios, princesas.
Los cuadros se conocen como nggruda o ngenceng encot, estilos clásicos de danzas consistentes en nueve movimientos básicos (joged pokok) y doce secundarios (joged gubahan y joged wirogo).
En la época contemporánea el wayang wong, siguiendo el estilo gagrak de Surakarta es interpretado por mujeres, y existen alrededor de cuarenta y cinco personajes.